# Cape Epic
Cape Epic je etapový závod dvojic na horských kolech, pořádaný od roku 2004 každoročně v Jihoafrické republice. Jedná se o oficiální akci pod záštitou Mezinárodní cyklistické unie (UCI). Závod trvá obvykle osm dní, během nichž závodníci urazí více než 700 km. Trasa závodu se každoročně mění, cíl je však vždy ve vinařských oblastech provincie Západní Kapsko. Od roku 2007 je cíl poslední etapy na Lourensford Wine Estate. Zlatý medailista ze závodu horských kol v Atlantě 1996 Bart Brentjens závod označil za "Tour de France horských kol".

## Formát závodu
Trasa
Závod začíná i končí v provincii Západní Kapsko. Každý rok je trasa jiná, průměrná délka závodu je kolem 700 km. Nejdelší trasu absolvovali závodníci v roce 2008 – 966 km, nejkratší v roce 2009 – 685 km. Délka jednotlivých etap se pohybuje mezi 60–145 km.
Dvoučlenné týmy
Závodu se účastní dvoučlenné týmy. Každý tým je registrován v jedné ze čtyř kategorií - muži, ženy, smíšené dvojice a veteráni. Závodníci z jednoho týmu jedou společně, starají se jeden o druhého. V cíli etapy nesmí odstup obou jezdců činit více než dvě minuty, jinak je tým potrestán hodinovou penalizací.
Barevné trikoty
Nejlepší závodníci nosí barevné trikoty podobně jako třeba na Tour de France. Nejlepší dvojice v elitní kategorii mužů nosí žlutý trikot, v kategorii žen rezavý, v kategorii smíšených dvojic zelený a v kategorii veteránů modrý.
Etapy
Etapy začínají buď hromadným startem, nebo se startuje ve skupinách podle nasazení. Závodníci obvykle vyjíždějí ze startovního místa (města, vesnice) za vodícím vozidlem, závodit se začíná po vjezdu do terénu. Výjimkou je úvodní etapa – prolog, kdy týmy startují v předem daných intervalech. Součástí některých ročníku byla i časovka, kdy týmy startovaly v intervalech podobně jako v prologu. Rozhodující pro vítězství v etapě je čas druhého závodníka příslušného týmu v cíli.

## Vítězové
| Rok  | Kategorie    | Tým                              | Jezdec 1           | Jezdec 2             |
| ---- | ------------ | -------------------------------- | ------------------ | -------------------- |
| 2004 | Muži         | Focus/Rocky Mountain             | Mannie Heymans     | Karl Platt           |
| 2004 | Ženy         | Yellow Jacket                    | Hanlie Booyens     | Sharon Laws          |
| 2004 | Smíšené týmy | HAI-Bike / Scott                 | Kirsten Rösel      | Robert Eder          |
| 2004 | Veteráni     | Bowmans - Giant                  | Frank Soll         | Duncan English       |
| 2005 | Muži         | Giant                            | Roel Paulissen     | Bart Brentjens       |
| 2005 | Ženy         | Fiat/Bianchi/Adidas              | Zoe Frost          | Hannele Steyn-Kotze  |
| 2005 | Smíšené týmy | Team Microsoft                   | Nic White          | Anke Erlank          |
| 2005 | Veteráni     | Getaway/Mongoos                  | Friedrich Coleske  | Doug Brown           |
| 2006 | Muži         | Specialized                      | Christoph Sauser   | Silvio Bundi         |
| 2006 | Ženy         | Adidas-Fiat-Rotwild              | Sabine Grona       | Kerstin Brachtendorf |
| 2006 | Smíšené týmy | radys.com                        | Dolores Maechler   | Severin Rupp         |
| 2006 | Veteráni     | ABSA BUSINESS BANKING SERVICES I | Linus van Onselen  | Geddan Ruddock       |
| 2007 | Muži         | Team Bulls                       | Karl Platt         | Stefan Sahm          |
| 2007 | Ženy         | DURAVIT                          | Anke Erlank        | Yolandè De Villiers  |
| 2007 | Smíšené týmy | IMC/Mongoose                     | Yolande Speedy     | Paul Cordes          |
| 2007 | Veteráni     | Cycle lab                        | Andrew Mclean      | Damian Booth         |
| 2008 | Muži         | Cannondale Vredestein            | Roel Paulissen     | Jakob Fuglsang       |
| 2008 | Ženy         | Rocky Mountain                   | Pia Sundstedt      | Alison Sydor         |
| 2008 | Smíšené týmy | Joybike guided by VMT and Maloja | Ivonne Kraft       | Nico Pfitzenmaier    |
| 2008 | Veteráni     | ABSA Masters                     | Doug Brown         | Barti Bucher         |
| 2009 | Muži         | Bulls                            | Karl Platt         | Stefan Sahm          |
| 2009 | Ženy         | Absa Ladies                      | Sharon Laws        | Hanlie Booyens       |
| 2009 | Smíšené týmy | Adidas Big Tree                  | Nico Pfitzenmaier  | Alison Sydor         |
| 2009 | Veteráni     | Absa Masters                     | Doug Brown         | Bärti Bucher         |
| 2010 | Muži         | Bulls 1                          | Karl Platt         | Stefan Sahm          |
| 2010 | Ženy         | Rothaus-CUBE                     | Kristine Noergaard | Anna-sofie Noergaard |
| 2010 | Smíšené týmy | MTN Business Quebeka             | Yolande Speedy     | Paul Cordes          |
| 2010 | Veteráni     | Cyclelab Toyta                   | Shan Wilson        | Andrew Mclean        |
| 2011 | Muži         | 36ONE-SONGO-SPECIALIZED          | Christoph Sauser   | Burry Stander        |
| 2011 | Ženy         | USN                              | Sally Bigham       | Karien van Jaarsveld |
| 2011 | Smíšené týmy | Wheeler BiXS                     | Barti Bucher       | Esther Suss          |
| 2011 | Veteráni     | Juwi                             | Carsten Bresser    | Udo Boelts           |
| 2012 | Muži         | 36ONE-SONGO-SPECIALIZED          | Christoph Sauser   | Burry Stander        |
| 2012 | Ženy         | Wheels4Life                      | Sally Bigham       | Esther Suss          |
| 2012 | Smíšené týmy | Contego 28E                      | Erik Kleinhans     | Ariane Kleinhans     |
| 2012 | Veteráni     | World Bicycle Relief             | Bart Brentjens     | Jan Weevers          |
| 2013 | Muži         | Burry Stander - SONGO            | Jaroslav Kulhavý   | Christoph Sauser     |
| 2013 | Ženy         | Energas                          | Yolande Speedy     | Catherine Williamson |
| 2013 | Smíšené týmy | RE:CM                            | Erik Kleinhans     | Ariane Kleinhans     |
| 2013 | Veteráni     | Bridge                           | Nico Pftizenmaier  | Abraao Azevedo       |
| 2014 | Muži         | Topeak-Ergon                     | Robert Mennen      | Kristian Hynek       |
| 2014 | Ženy         | RECM 2                           | Ariane Kleinhans   | Annika Langvad       |
| 2015 | Muži         | Investec-Songo-Specialized       | Christoph Sauser   | Jaroslav Kulhavý     |
| 2015 | Ženy         | RECM Specialized                 | Ariane Kleinhans   | Annika Langvad       |
| 2016 | Muži         | Bulls                            | Karl Platt         | Urs Huber            |
| 2016 | Ženy         | Spur-Specialized                 | Ariane Kleinhans   | Annika Langvad       |